# همفری، میسوری
همفری (به انگلیسی: Humphreys) یک منطقهٔ مسکونی در ایالات متحده آمریکا است که در شهرستان سولیوان، میزوری واقع شده‌است.
 همفری ۰٫۶۵ کیلومتر مربع مساحت و ۱۱۸ نفر جمعیت دارد و ۲۸۴٫۹۹ متر بالاتر از سطح دریا واقع شده‌است.